# El pensador de Cernavodă
El pensador de Cernavodă,  también conocido como El pensador de Hamangia (en rumano: Gânditorul de la Hamangia), o colectivamente El pensador y la mujer sentada, es un artefacto arqueológico, específicamente una escultura de terracota. Se cree que esta antigua estatuilla neolítica se remonta a la cultura Hamangia, que existió en lo que hoy es Rumania alrededor del año 5000 a. C.. La escultura representa una figura sentada, a menudo interpretada como un pensador o filósofo debido a su postura contemplativa.

## Descubrimiento
Alrededor del 5000 a. C., en lo que hoy se conoce como Dobruja, Rumania, la región occidental del mar Negro se convirtió en el hogar de las primeras comunidades humanas neolíticas. Esos colonos se embarcaron en un largo viaje originario en Anatolia y los arqueólogos comúnmente se refieren a ellos como la cultura Hamangia, llamada así por ser Hamangia el lugar donde se descubrieron sus restos por primera vez. Llevaban consigo su distintiva cerámica negra pulida y sus figurillas de cuello largo.
Desenterradas en 1956 cerca de Cernavodă, en el sureste de Rumanía, estas figuras de cerámica fueron descubiertas en el interior de un vasto cementerio perteneciente a la cultura Hamangia.  
Esta cultura tenía la tradición de enterrar a sus difuntos acuclillados o tendidos, en áreas designadas conocidas como necrópolis, a menudo acompañados de artículos funerarios como cerámica, conchas marinas, objetos de oro y estatuillas como El pensador. El pensador y su compañera, La mujer sentada, fueron encontrados dentro de una necrópolis que contiene aproximadamente 400 tumbas.
La figura está hecha de terracota y representa a una persona sentada en un pequeño taburete con la barbilla apoyada en una mano, lo que sugiere una profunda contemplación. La figura mide 11 cm de alto. Esta postura transmite inequívocamente una disposición meditativa, lo que llevó a su nombre, El pensador, inspirándose en la famosa escultura de Auguste Rodin del mismo nombre. El hallazgo del hombre pensante parece argumentar a favor de la existencia de una ideología de algún tipo ya desarrollada en este período, mientras que es imposible no hacer referencia a tipos intemporales similares, como el Pensador Karditsa también del Neolítico, el Pensador Yehud de la Edad del Bronce Medio II, o incluso hasta el Cristo Pensativo en la época moderna.
La mujer sentada, por su parte, asume una postura igualmente contemplativa colocando ambas manos sobre una sola pierna mientras se sienta directamente en el suelo, sin el uso de silla. Su pierna izquierda está extendida, su pierna derecha está doblada, sus caderas claramente delineadas y su expresión facial es igualmente evocadora.

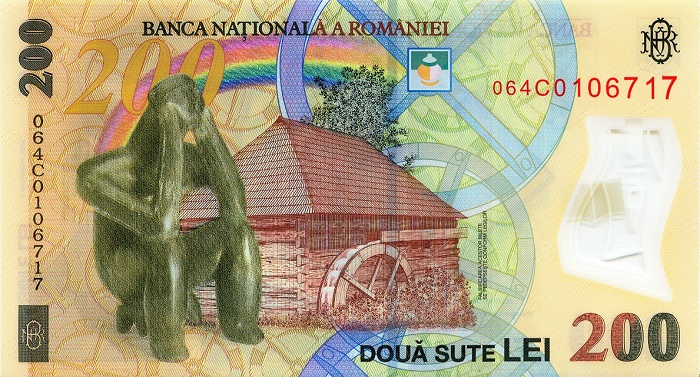
Reverso del billete de 200 Leu rumanos con El pensador.

Estos artefactos se destacan notablemente del arte contemporáneo. Por lo general, el arte antiguo de las sociedades preneolíticas tendía a representar temas como la caza y la fertilidad, y a menudo presentaba a figuras femeninas de Venus sin rostro con nalgas y senos exagerados. En sorprendente contraste, estas figuras irradian vitalidad y profunda emoción. Algunos arqueólogos han propuesto una conexión entre la figura y la contemplación de la vida y la muerte, sobre todo teniendo en cuenta su descubrimiento en un cementerio. El pensador aparece en el reverso del billete de 200 leu rumanos desde 2006.
Desde 2005, El pensador y La mujer sentada se exponen en el Museo de Historia Nacional de Rumanía en Bucarest. En 2019, estatuillas neolíticas de la cultura Hamangia (5000-4600 a. C.), El pensador y La mujer sentada, se exhibieron en el Museo Curtius de Lieja durante la celebración de la Europalia.

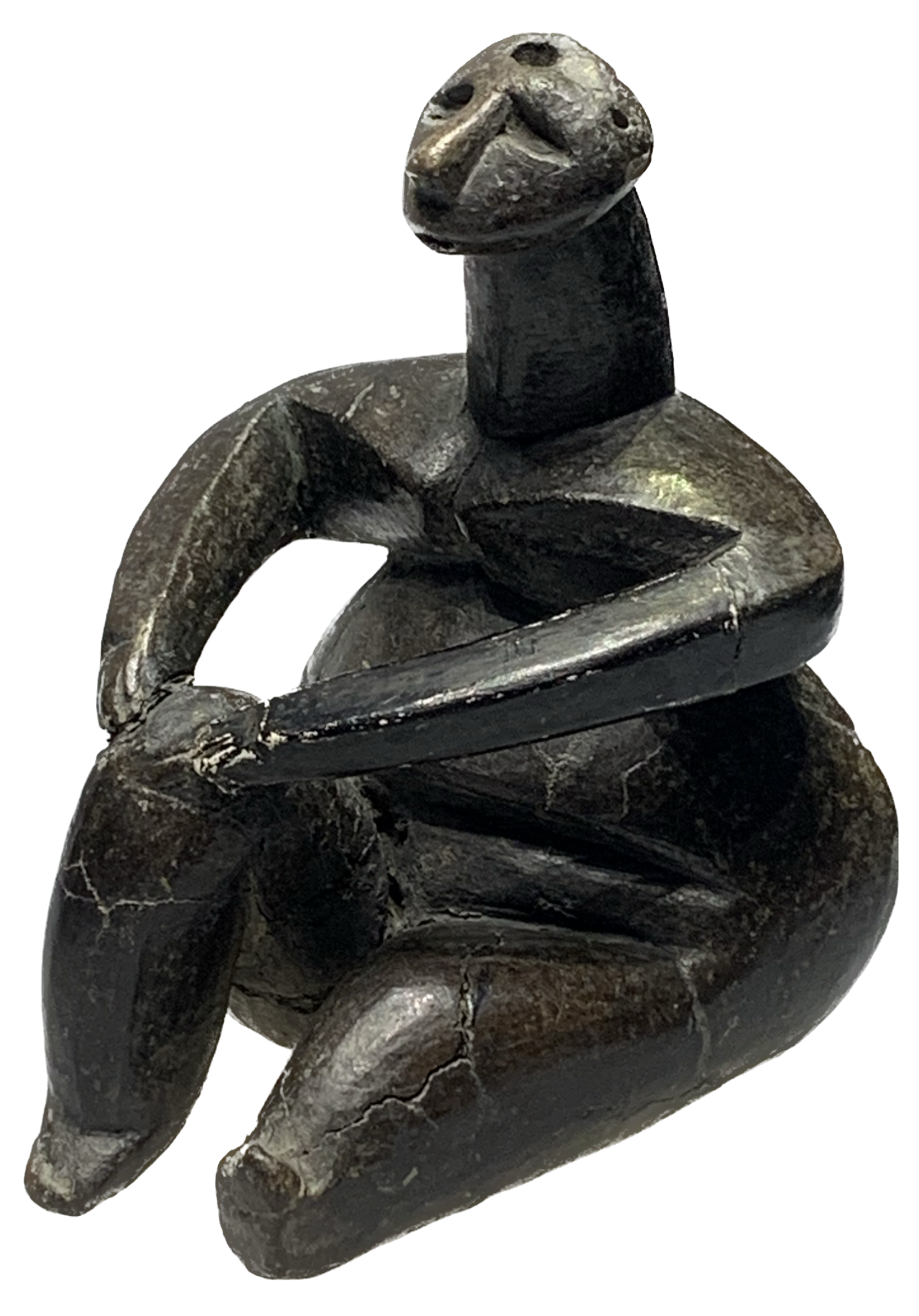
Figura femenina, «La mujer sentada»
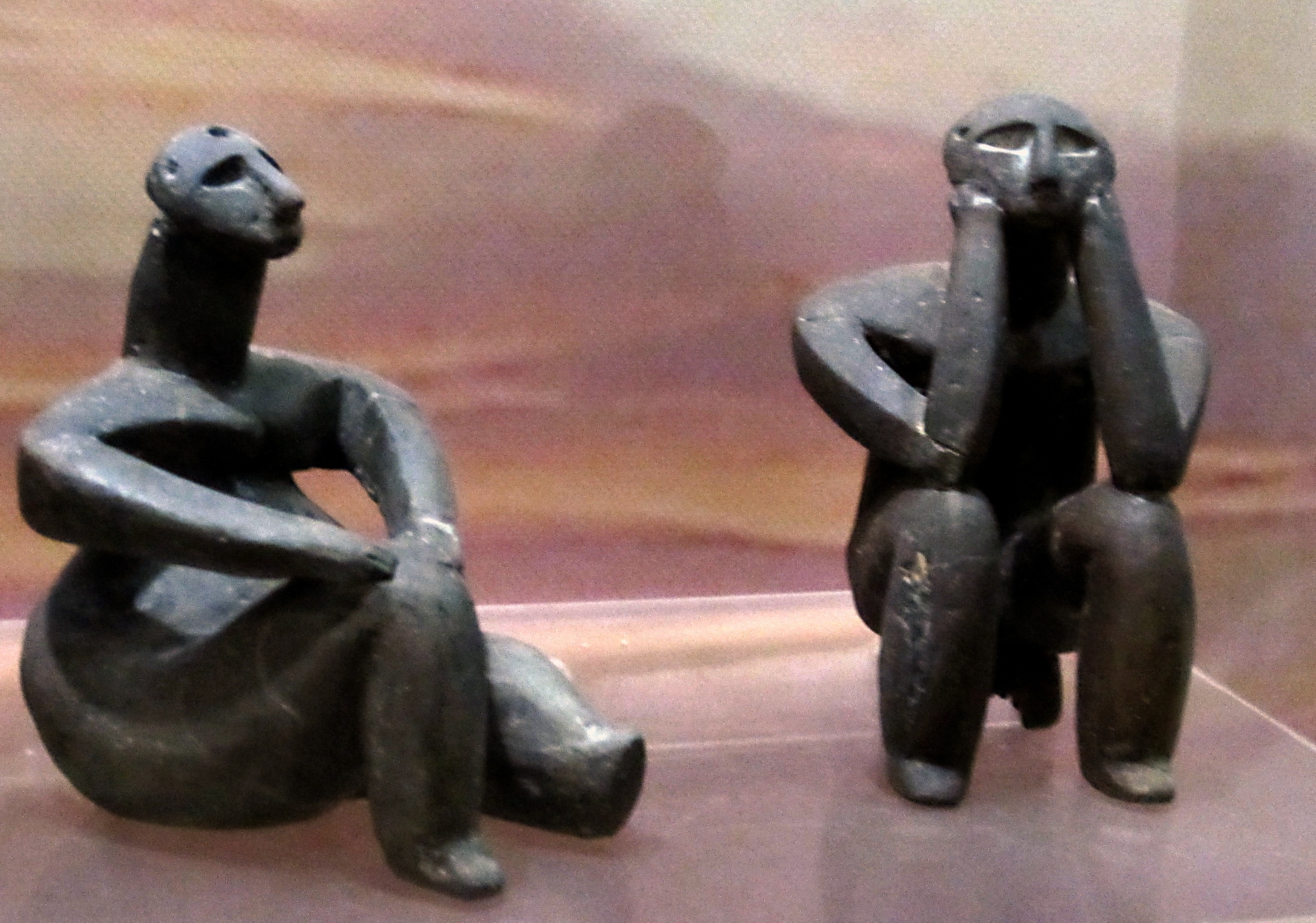
El pensador y La mujer sentada
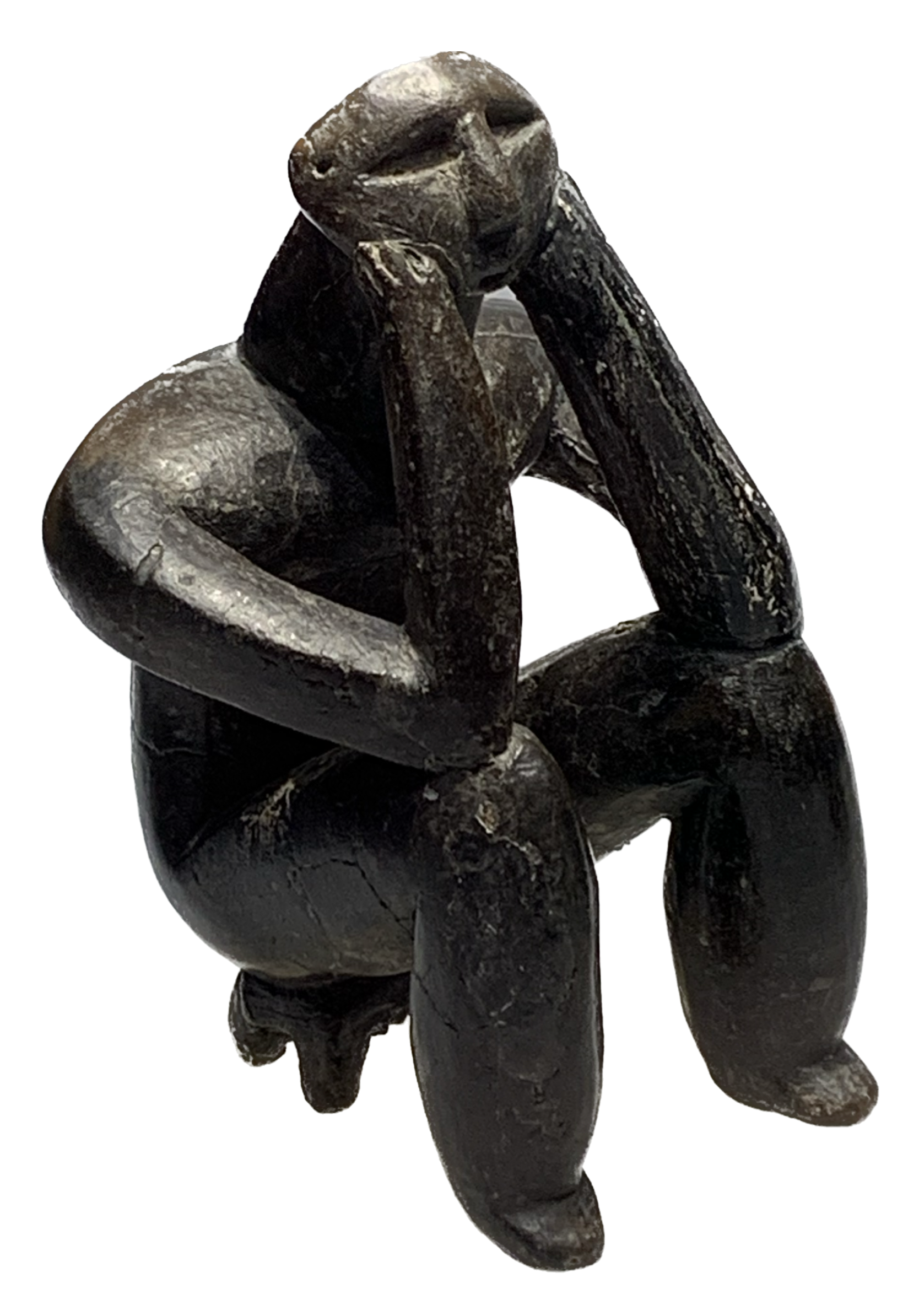
Figura masculina, «El pensador»
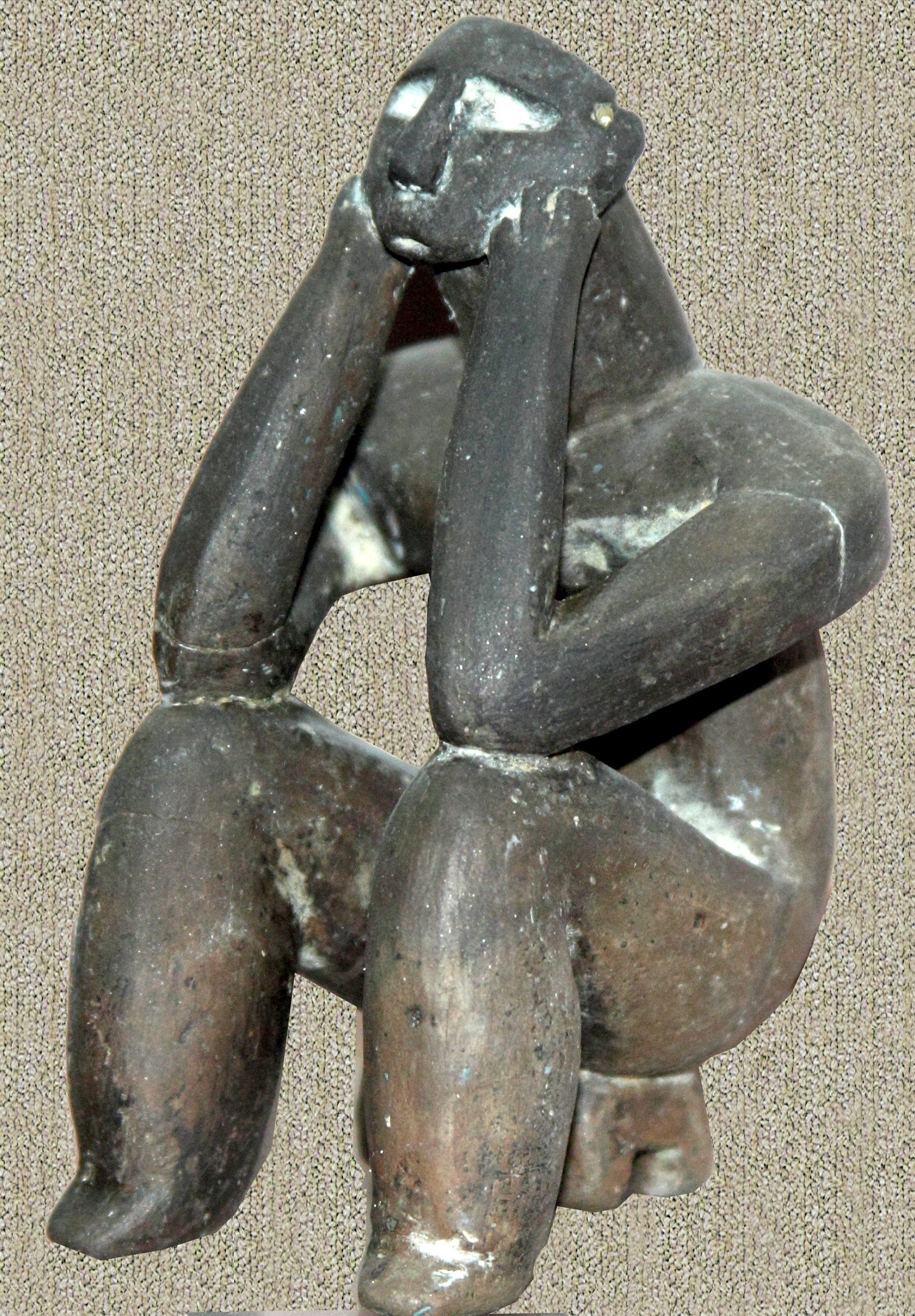